# Thorne (Yorkshire du Sud)
Pour les articles homonymes, voir Thorne.
Thorne est une ville de marché et une paroisse civile du Yorkshire du Sud, en Angleterre.